# Michael Schulte
Michael Schulte (Eckernförde, Schleswig-Holstein, 30 de abril de 1990) es un cantautor alemán. Comenzó su carrera en 2008, publicando versiones en su canal de YouTube y más tarde, quedó en tercera posición en The Voice of Germany en 2012. Representó a Alemania en el Festival de la Canción de Eurovisión 2018 con la canción «You Let Me Walk Alone».